# Steam beer
La steam beer (« bière vapeur » en anglais) est un type de bière de fermentation haute originaire des États-Unis. C'est le seul type proprement américain (quoiqu'il existe une version similaire en Allemagne : la dampfbier). Elle est obtenue par l'adjonction de levure à fermentation basse portée à haute température, ainsi que de bière jeune au moût. 